# ملكة جمال الكون 1982
ملكة جمال الكون 1982 هي مسابقة ملكة جمال الكون الواحدة والثلاثين في تاريخ مسابقة ملكة جمال الكون منذ انطلاقتها عام 1952، تم عقد مسابقة في 26 يوليو 1982 في مدرج أماوتا في ليما، بيرو. شهدت المسابقة مشاركة 77 متسابقًا تنافسوا في مسابقة، في نهاية الحدث توجت ملكة جمال الكندية كارين ديان بالدوين من قبل ملكة جمال السابقة إيرين سايز من فنزويلا. هذه هي المرة الأولى التي تفوز فيها كندا بالمسابقة.

## النتائج

### المراكز النهائية
| النتائج النهائية     | المتنافسة |
| -------------------- | --- |
| ملكة جمال الكون 1982 | - كندا - كارين ديان بالدوين |
| الوصيفة الأولى       | - غوام - باتي تشونغ كيركوس |
| الوصيفة الثانية      | - إيطاليا - سينزيا فيورديبونتي |
| الوصيفة الثالثة      | - اليونان - تينا روسو |
| الوصيفة الرابعة      | - الولايات المتحدة - تيري أوتلي |
| أفضل 12              | - البرازيل - سيليس ماركيز - إنجلترا - ديلا دولان - فنلندا - ساري أسبلم - ألمانيا - كيرستين بيزراك - بيرو - فرانشيسكا زازا - جنوب أفريقيا - أوديت سكوبي - الأوروغواي - سيلفيا فيلا |

### جوائز خاصة
| جوائز خاصة           | الفائزة                     |
| -------------------- | --------------------------- |
| أفضل زي وطني         | - بيرو - فرانشيسكا زازا     |
| ملكة جمال فوتوغرافيا | - البهاما – افا مارلين بيرك |
| ملكة جمال الصداقة    | - جزر كايمان – مورين لويس   |
| ملكة جمال الصحافة    | - غوام – باتي تشونغ كيركوس  |

### نتائج المسابقة النهائية
| المتسابقة                     | معدل دور تمهيدي | مقابلة     | ملابس السباحة | فستان سهرة | متوسط نصف النهائي |
| ----------------------------- | --------------- | ---------- | ------------- | ---------- | ----------------- |
| كندا - كارين ديان بالدوين     | 7.761 (9)       | 8.400 (5)  | 8.275 (3)     | 8.525 (3)  | 8.400 (2)         |
| غوام - باتي تشونغ كيركوس      | 7.892 (5)       | 8.867 (1)  | 8.692 (1)     | 8.355 (4)  | 8.638 (1)         |
| إيطاليا - سينزيا فيورديبونتي  | 7.714 (11)      | 7.925 (9)  | 8.067 (5)     | 8.608 (2)  | 8.200 (4)         |
| اليونان - تينا روسو           | 7.847 (6)       | 8.042 (8)  | 8.325 (2)     | 8.317 (5)  | 8.228 (3)         |
| الولايات المتحدة - تيري أوتلي | 8.131 (2)       | 8.425 (4)  | 8.192 (4)     | 7.925 (8)  | 8.181 (5)         |
| جنوب أفريقيا - أوديت سكوبي    | 8.406 (1)       | 8.583 (2)  | 7.225 (10)    | 8.707 (1)  | 8.172 (6)         |
| إنجلترا - ديلا دولان          | 8.100 (3)       | 8.433 (3)  | 7.808 (7)     | 8.167 (7)  | 8.136 (7)         |
| بيرو - فرانشيسكا زازا         | 7.797 (8)       | 8.218 (6)  | 7.508 (8)     | 8.292 (6)  | 8.006 (8)         |
| البرازيل - سيليس ماركيز       | 8.011 (4)       | 8.133 (7)  | 7.892 (6)     | 7.917 (9)  | 7.981 (9)         |
| فنلندا - ساري أسبلم           | 7.719 (10)      | 7.808 (10) | 7.408 (9)     | 7.908 (10) | 7.708 (10)        |
| الأوروغواي - سيلفيا فيلا      | 7.594 (12)      | 7.692 (11) | 7.167 (11)    | 7.783 (11) | 7.547 (11)        |
| ألمانيا - كيرستين بيزراك      | 7.808 (7)       | 7.204 (12) | 7.008 (12)    | 7.483 (12) | 7.232 (12)        |

## المتسابقات
- الأرجنتين - ماريا أليخاندرا باسيلي
- أروبا - نوريزا أنطونيو هيلدر
- أستراليا - لو آن رونشي
- النمسا - إليزابيث كوان
- جزر البهاما - آفا مارلين بيرك
- بلجيكا - ماري بيير لوميتر
- بليز - شارون كاي أوكسيليو
- برمودا - هيذر روس
- بوليفيا - ساندرا فيلارويل
- البرازيل - سيليس ماركيز
- جزر العذراء البريطانية - لوس داليا هودج
- كندا - كارين ديان بالدوين
- جزر كايمان - مورين تيريزا لويس
- تشيلي - جيني بورتو ارب
- كولومبيا - ناديا سانتاكروز
- كوستاريكا - ليليانا كوريلا إسبينوزا
- كوراساو - مينيرفا رانيلا هيرومس
- الدنمارك - تينا ماريا نيلسن
- جمهورية الدومينيكان - ثريا موري
- الإكوادور - جاكلين بورغوس
- إلسالفادور - جانيت ماروكين
- إنجلترا - ديلا فرانسيس دولان
- فنلندا - ساري كارينا أسبولم
- فرنسا - مارتين فيليبس
- ألمانيا - كيرستين بيزراك
- اليونان - تينا روسو
- غوادلوب - ليديا جالين
- غوام - باتي تشونغ كيركوس
- غواتيمالا - إديث ويتبيك
- هولندا - بريجيت ديريكس
- هندوراس - إيفا ليسيث باراهونا
- هونغ كونغ - انجي ليونج
- آيسلندا - جودرون مولر
- الهند - باميلا تشودري سينغ
- إندونيسيا - سري يوليانتي
- جمهورية أيرلندا - جيرالدين ماري ماكجروري
- إسرائيل - ديبورا نعومي هيس
- إيطاليا - سينزيا فيورديبونتي
- اليابان - إري أوكواكي
- كوريا - صن هي بارك
- ماليزيا - سيتي روحاني وحيد
- مالطا - ريتا فالزون
- مارتينيك - كورين سولير
- المكسيك - ماريا ديل كارمن لوبيز
- ناميبيا - ديزيريه أنيتا كوتزي
- كاليدونيا الجديدة - لينكا توبالوفيتش
- نيوزيلندا - ساندرا هيلين دكستر
- جزر ماريانا الشمالية - شيريل سونودا سيزيمور
- النرويج - جانيت كريفينج
- بنما - إيزورا دي لورديس لوبيز
- بابوا غينيا الجديدة - موي ايلي
- باراغواي - ماريس فيلالبا
- بيرو - ماريا فرانشيسكا زازا رينوسو
- الفلبين - ماريا إيزابيل لوبيز
- البرتغال - أنا ماريا فالديز
- بورتوريكو - لورديس ميلاجروس مانتيرا هورمازال
- لا ريونيون - ماري ميشلين جينون
- إسكتلندا - جورجينا كيرني
- سنغافورة - يهوديا نونيس
- جنوب أفريقيا - أوديت أوكتافيا سكوبي
- إسبانيا - كريستينا بيريز كوتريل
- سريلانكا - آن مونيكا تراديجو
- سينت مارتن - ليانا الفيارا براون
- سورينام - فانيسا دي فريس
- السويد - آنا كاري ماريا بيرجستروم
- سويسرا - جانيت لينكينهيل
- تايلاند - نيبابورن تارابانيش
- ترانسكي - نومكوليسي مجي
- ترينيداد وتوباغو - سوزان ترابولي
- تركيا - كانان كاكماسي
- جزر توركس وكايكوس - جاكلين أستوود
- الأوروغواي - سيلفيا بياتريس فيلا أبافيان
- الولايات المتحدة - تيري أوتلي
- جزر العذراء الأمريكية - إنجيبورج هندريكس
- فنزويلا - أنا تيريسا أوروبيزا
- ويلز - ميشيل دونيلي
- ساموا الغربية - آيفي إيفلين وارنر

## الروابط الخارجية
- موقع ملكة جمال الكون الرسمي